# Canción desesperada (tango)
Canción desesperada es un tango cuya letra y música fueron realizadas en 1945 por Enrique Santos Discépolo y que fue grabado por Alberto Marino con la orquesta de Aníbal Troilo el 9 de octubre de 1945 para la discográfica RCA Victor.

## El autor
Enrique Santos Discépolo (Buenos Aires, 27 de marzo de 1901 - Buenos Aires, 23 de diciembre de 1951) fue un compositor, músico, dramaturgo y director de cine, dedicado al género del tango.

## El tema
El protagonista trasmite en primera persona su angustia y su desesperanza, retrata en los primeros versos su impotencia ante los avatares de la vida: 
¡Soy una canción desesperada...!
¡Hoja enloquecida en el turbión..!

y gritando su imposibilidad de lidiar con la traición de una mujer, finaliza:
¡Soy una canción desesperada
que grita su dolor y su traición...!

## La creación de esta obra
Cuenta el mismo Discépolo que durante una gira que hizo con su orquesta en 1935 por Europa visitó la isla Palma de Mallorca de la que dijo en una carta que “seguramente se le cayó a Dios de las alforjas. Porque aquello es maravilloso, el mar, el aire, el cielo limpísimo”. Allí visitó el Monasterio de Cartuja de Valdemosa, cuyas paredes desnudas, tétricas, horribles, porque llevábamos los ojos cargados del paisaje verde que quedó atrás, le dieron la impresión de meterse en una tumba. En el lugar recordó que allí vivieron sus atormentados amores George Sand y Federico Chopin e imaginó la angustia del cuerpo y de la creación, componiendo con esa locura de los condenados a morirse, a los que nunca les alcanza el tiempo para terminar la obra mientras afuera sonaba un viento desesperante, angustioso, y en ese clima esbozó siete o nueve compases de una canción angustiosa, desesperante, como ese vendaval que golpeaba las paredes. Años después aquellos compases fueron el leitmotiv de Canción desesperada, porque seguía pensando en aquel músico torturado y enfermo.
En 1945 Discépolo le llevó el tema a Lalo Scalise, por entonces pianista de la orquesta de Pedro Maffia, en el cabaré Tibidabo, quien ya había vertido al pentagrama muchos temas suyos y después de varias noches de trabajo, el tango quedó listo y Maffia lo estrenó allí mismo con el cantor Alfredo Castell entonando los dramáticos versos.

## Grabaciones
Entre las grabaciones de este tema se encuentran los siguientes:
- Alberto Marino con la orquesta de Aníbal Troilo el 9 de octubre de 1945 para RCA Victor.
- Raúl Iriarte con la orquesta de Miguel Caló el 27 de diciembre de 1945 para la discográfica Odeon.
- Carlos Vidal con la orquesta de Domingo Federico en 1945 para RCA Victor.
- Libertad Lamarque con Alfredo Malerba en 1945 para RCA Victor.
- Hugo del Carril en 1946 con la orquesta de Atilio Bruni en 1946 para RCA Victor.
- Nelly Omar lo grabó con la orquesta de Francisco Canaro el 28 de enero de 1946 para Odeon.
- Luis Tolosa con la orquesta de Osmar Maderna hizo en 1946 una grabación que permanece inédita.
- Tania en 1961 con la orquesta de Atilio Lacava para la discográfica Music-Hall.
- Flor Silvestre con el Mariachi México de Pepe Villa en 1966 para Musart.
- Miguel Caló hizo una versión instrumental el 27 de mayo de 1969 para Odeon.
- Roberto Goyeneche con la orquesta de Atilio Stampone en 1973 para RCA Victor.
- Francisco Llanos con la orquesta de Pascual Mamone en 1977 para Odeon.
- Alberto Marino con la orquesta de Alberto Di Paulo en 1979 para la discográfica Embassy.
- Amelita Baltar, en el álbum Referencias en 1999 Warner Music Argentina S.A. – 3984-27203-2